# Prawo do zdrowego środowiska

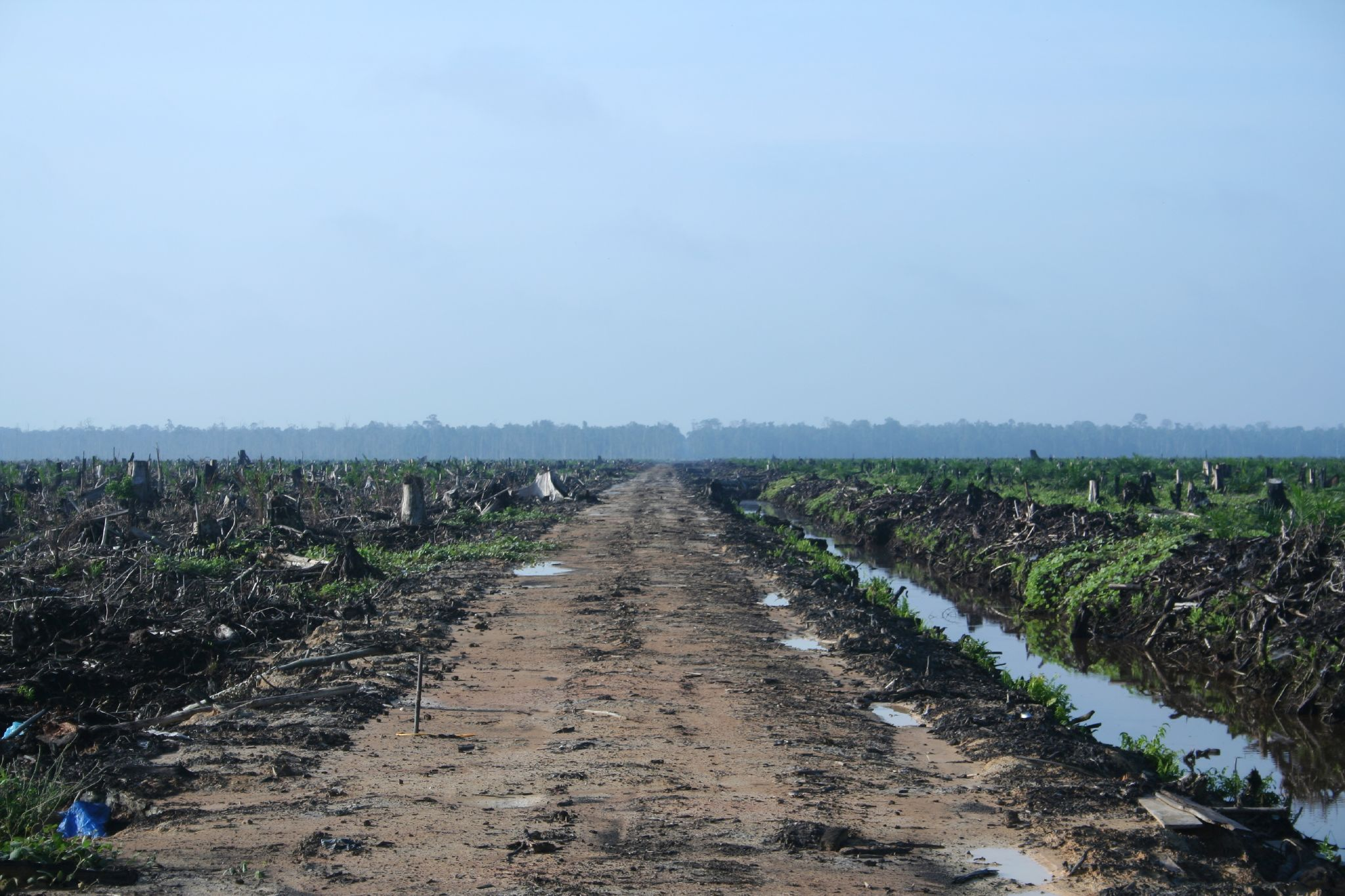
Wylesianie w Indonezji w celu pozyskania oleju palmowego

Prawo do zdrowego środowiska lub prawo do zrównoważonego i zdrowego środowiska – jedno z praw człowieka popierane przez organizacje praw człowieka i organizacje ekologiczne w celu ochrony systemów ekologicznych zapewniających zdrowie ludzkie. Prawo to zostało uznane przez Radę Praw Człowieka ONZ podczas jej 48. sesji w październiku 2021.
Prawo to jest powiązane z innymi prawami człowieka dotyczącymi zdrowia, takimi jak prawo do wody i urządzeń sanitarnych, prawo do żywności i prawo do zdrowia. Prawo do zdrowego środowiska stanowi też nowe ujęcie w kontekście międzynarodowych regulacji dotyczących ochrony środowiska. Zamiast odnosić się do państwa bądź do środowiska w ogólnym pojęciu odnosi się do jednostki, jej życia, zdrowia, życia prywatnego oraz jej własności.

## Rola państwa

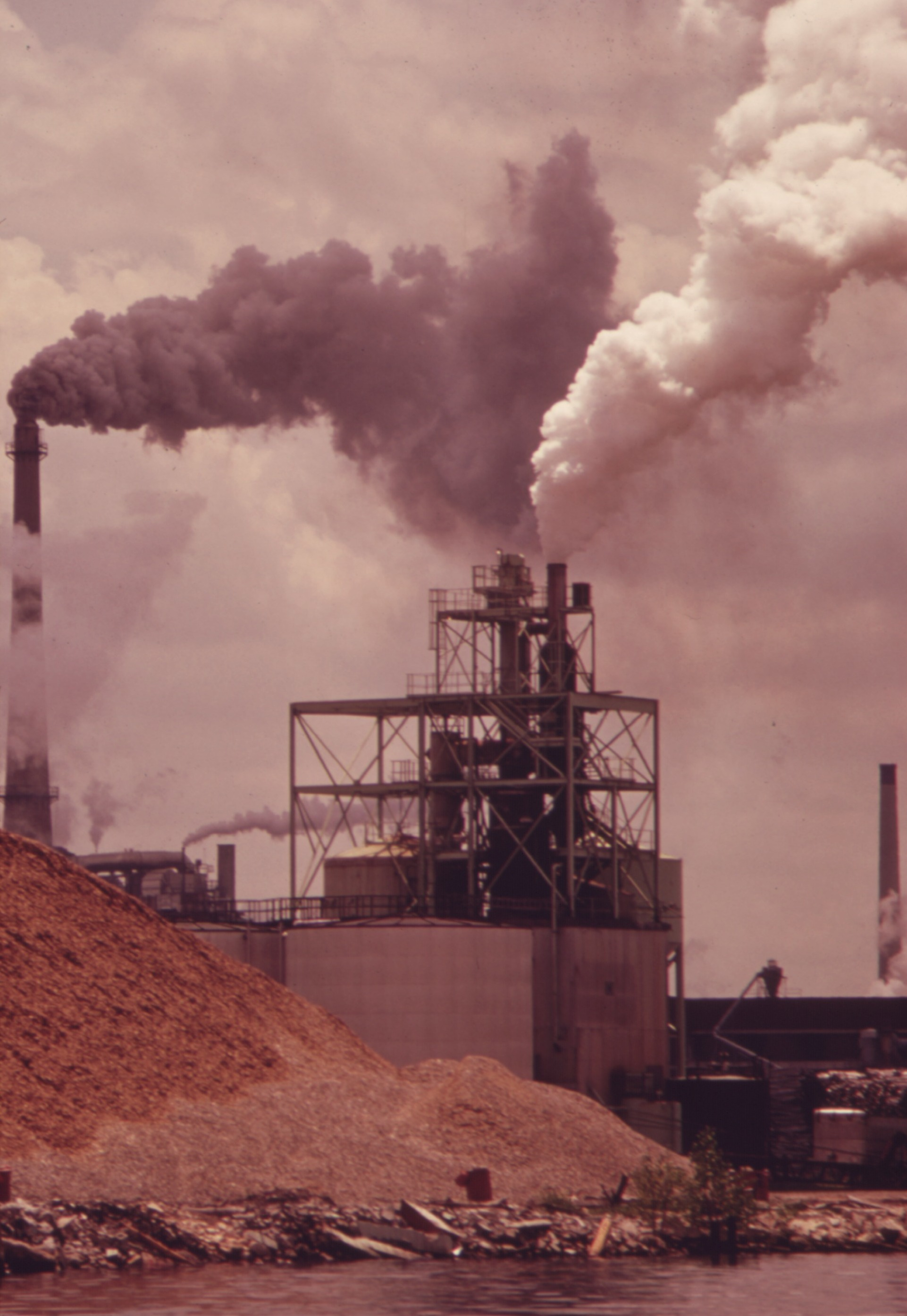
Kominy przemysłu papierniczego będące źródłem zanieczyszczeń i zapachu siarczynów

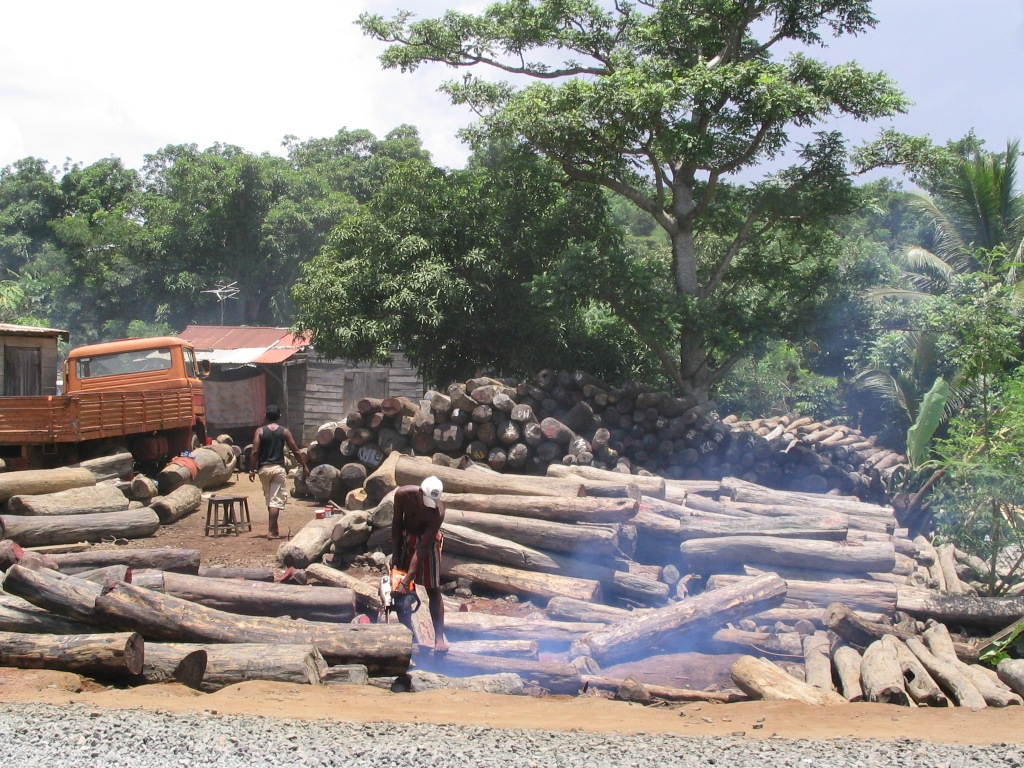
Nielegalne pozyskiwanie drewna na Madagaskarze

Prawo to nakłada na państwo obowiązek regulowania i egzekwowania przepisów dotyczących ochrony środowiska, kontrolowania zanieczyszczeń oraz w inny sposób zapewniania sprawiedliwości i ochrony społecznościom poszkodowanym przez problemy środowiskowe. Prawo do zdrowego środowiska stało się istotnym źródłem precedensów prawnych dla sporów dotyczących zmian klimatu i innych kwestii środowiskowych.

## Podejścia międzynarodowe
Historycznie główne instrumenty ONZ dotyczące praw człowieka, takie jak powszechna deklaracja praw człowieka, międzynarodowy pakt praw obywatelskich i politycznych czy międzynarodowy pakt praw gospodarczych, społecznych i kulturalnych nie zawierały prawa do zdrowego środowiska. Deklaracja napisana podczas konferencji sztokholmskiej uznała to prawo, jednak nie jest ona dokumentem prawnie wiążącym. Deklaracja z Rio nie używa języka praw człowieka, chociaż stwierdza, że jednostki będą miały dostęp do informacji dotyczących kwestii środowiskowych oraz dostęp do wymiaru sprawiedliwości. Obecnie proponowana rezolucja ONZ Globalnego Paktu dla Środowiska, jeśli zostanie przyjęta, będzie pierwszym instrumentem ONZ dotyczącym praw człowieka obejmującym prawo do zdrowego środowiska.
Ponad 150 krajów członkowskich ONZ przyjęło niezależnie rozwiązania, które w jakiejś formie zawierają prawo do zdrowego środowiska. Afrykańska Karta Praw Człowieka i Ludów, Amerykańska Konwencja Praw Człowieka, Porozumienie z Escazú, Arabska Karta Praw Człowieka oraz Deklaracja praw człowieka ASEAN zawierają prawo do zdrowego środowiska.
Specjalni Sprawozdawcy ONZ ds. praw człowieka i środowiska wydali rekomendacje dotyczące sposobu sformalizowania tych praw w prawie międzynarodowym. Zostały one poparte przez szereg komitetów na szczeblu ONZ, a także lokalne społeczności prawnicze, takie jak New York City Bar.
Prawo do zdrowego środowiska leży u podstaw międzynarodowego podejścia do praw człowieka i zmian klimatu. Wpływ zmian klimatycznych na prawa człowieka został przedstawiony przez OHCHR w arkuszu informacyjnym z najczęściej zadawanymi pytaniami na ten temat.

### Rezolucja Rady Praw Człowieka ONZ
W 2021 podczas 48. sesji Rada Praw Człowieka ONZ przyjęła rezolucję uznającą „Prawo człowieka do czystego, zdrowego i zrównoważonego środowiska”. Był to pierwszy raz w historii tej instytucji, kiedy ogłoszone zostało nowe prawo człowieka. Rezolucja ta nie jest prawnie wiążąca, ale zostanie skierowana do Zgromadzenia Ogólnego ONZ w celu dalszego rozpatrzenia.

## Wpływ na rzeczywistość
Trudno empirycznie określić wpływ konstytucyjnej czy międzynarodowej ochrony prawa do zdrowego środowiska na rzeczywistość. Specjalny sprawozdawca ONZ John Knox sugeruje, że kodyfikacja prawa do zdrowego środowiska w konstytucjach krajowych lub przez ONZ mogłaby wpłynąć na wysiłki na rzecz ochrony środowiska (m.in. poprzez wprowadzenie jej do języka praw człowieka oraz wypełnienie luk w prawie międzynarodowym). Ponadto Knox sugeruje, że ustanowienie prawa do zdrowego środowiska może wpłynąć na rozumienie koncepcji praw człowieka, ponieważ prawa te nie są odgórnie narzucane przez zachodnie ideologie kolonialne (co jest krytyką istniejącej doktryny praw człowieka), ale jest raczej są społeczeństwa krajów Globalnego Południa.